# Década de 1090 a.C.

## Eventos
- 1097 a.C. - Retorno dos Heráclidas, cálculos de Edward Greswell.[1]

## Mortes
- 1090 a.C - Melloch de Merick, líder do vilarejo de Merick